# 国際教育基準
国際教育基準（こくさいきょういくきじゅん、International Education Standards、IES）とは、国際会計士連盟（International Federation of Accountants、IFAC）の国際会計教育基準審議会、IAESB）が定める、職業会計士と職業会計士志望者のための会計教育基準である。IFAC加盟団体に向けたものであり、IFAC加盟団体は遵守義務を負う。アメリカの教育心理学者ベンジャミン・ブルームが提唱した教育方法の理論に基づいている。

## 現在有効な基準
- IES第1号:職業専門家会計教育プログラムへの参加要件（2014）
- IES第2号:初期専門能力開発 – 技術的能力（2015）
- IES第3号:初期専門能力開発 – 職業専門家としてのスキル（2015）
- IES第4号:初期専門能力開発 – 職業専門家としての価値観、倫理、及び姿勢（2015）
- IES第5号:初期専門能力開発 – 実務経験（2015）
- IES第6号:初期専門能力開発 – 職業専門家としての能力の評価（2015）
- IES第7号:継続的専門能力開発（2020）
- IES第8号:財務諸表の監査に対する責任を有するエンゲージメント・パートナーの職業専門家としての能力（2016）

## 改訂履歴
2010年から2014年までにかけて全面的な改訂が行われた。改訂の特徴は、原則主義、明瞭（クラリティ）化、学習成果アプローチの採用である。
2018年に、IES第７号が改訂された。発効は2020年１月１日からである。主な改正内容は、CPDの具体的な時間数の規定の記載場所が、要求事項から適用指針に移されたことである。
2019年に、IES第２号、第３号、第４号及び第８号が改訂された。発効は2021年１月１日からである。主な改正内容は、情報通信技術（ICT）と職業専門家としての懐疑心に関する学習成果の拡充である。

## フレームワーク
「職業会計士と職業会計士志望者のための国際教育基準のフレームワーク」（2015）は、国際教育基準で用いられる概念を定めた文書である。基準とは異なり、IFAC加盟団体に対する拘束力を持つ文書ではない。

## 第1号の要求事項
- 過度な参入障壁とならず、かつ職業専門家会計教育プログラムの修了の十分な見込みを持つ者のみに参加を認める職業専門家会計教育プログラムへの参加要件を定めること。
- 参加要件の設定根拠を、関連する教育提供者や職業会計士としてのキャリアを検討している個人を含む利害関係者に対して説明しなければならない。
- 職業専門家会計教育プログラムを修了できる見込みがあるかどうかを個人が評価できるように、関連情報を公表しなければならない。

## 第2 - 4号の要求事項
- 職業会計士志望者が初期専門能力開発（Initial Professional Development、IPD）の終了までに達成すべき、下表の能力に係る学習成果を定めなければならない。

| 第2号 – 技術的能力                 | 第3号 – スキル                 | 第４号 – 価値観、倫理、及び姿勢                    |
| ---------------------------------- | ------------------------------ | -------------------------------------------------- |
| 財務会計及び報告                   | 知的                           | 職業専門家としての懐疑心及び職業専門家としての判断 |
| 管理会計                           | 対人関係及びコミュニケーション | 倫理原則                                           |
| ファイナンス及び財務管理           | 個人的                         | 公共の利益へのコミットメント                       |
| 税務                               | 組織的                         |                                                    |
| 監査及び保証                       |                                |                                                    |
| ガバナンス、リスク管理及び内部統制 |                                |                                                    |
| 事業上の法律及び規則               |                                |                                                    |
| 情報技術                           |                                |                                                    |
| 経営及び組織環境                   |                                |                                                    |
| 経済                               |                                |                                                    |
| 経営戦略及び管理                   |                                |                                                    |

- 職業専門家会計教育プログラムを定期的に見直し、更新しなければならない。
- 適切な評価活動を確立しなければならない。

## 第5号の要求事項
- 十分な実務経験の要求
- 実務経験の測定方法の確立
- 実務経験監督者の指導下での実務経験
- 実務経験の記録と証拠による裏付け
- 実務経験監督者による実務経験記録の定期的な査閲
- 実務経験に対する適切な評価活動を確立

## 第6号の要求事項
- 能力の正式な評価
- 評価の原則（信頼性、妥当性、公平性、透明性、十分性）
- 検証可能な証拠に基づく評価

## 第7号の要求事項
- 継続的専門能力開発（Continuing Professional Development、CPD）の推進
- CPDの機会とリソースへのアクセス
- 全ての職業会計士に対するCPDの義務付け
- CPD活動の測定方法の確立
- 監視と制裁措置